# Forestella
 (avril 2022).
La mise en forme du texte ne suit pas les recommandations de Wikipédia : il faut le « wikifier ».
Les points d'amélioration suivants sont les cas les plus fréquents. Le détail des points à revoir est peut-être précisé sur la page de discussion.
- Les titres sont pré-formatés par le logiciel. Ils ne sont ni en capitales, ni en gras.
- Le texte ne doit pas être écrit en capitales (les noms de famille non plus), ni en gras, ni en italique, ni en « petit »…
- Le gras n'est utilisé que pour surligner le titre de l'article dans l'introduction, une seule fois.
- L'italique est rarement utilisé : mots en langue étrangère, titres d'œuvres, noms de bateaux, etc.
- Les citations ne sont pas en italique mais en corps de texte normal. Elles sont entourées par des guillemets français : « et ».
- Les listes à puces sont à éviter, des paragraphes rédigés étant largement préférés. Les tableaux sont à réserver à la présentation de données structurées (résultats, etc.).
- Les appels de note de bas de page (petits chiffres en exposant, introduits par l'outil «  Source ») sont à placer entre la fin de phrase et le point final[comme ça].
- Les liens internes (vers d'autres articles de Wikipédia) sont à choisir avec parcimonie. Créez des liens vers des articles approfondissant le sujet. Les termes génériques sans rapport avec le sujet sont à éviter, ainsi que les répétitions de liens vers un même terme.
- Les liens externes sont à placer uniquement dans une section « Liens externes », à la fin de l'article. Ces liens sont à choisir avec parcimonie suivant les règles définies. Si un lien sert de source à l'article, son insertion dans le texte est à faire par les notes de bas de page.
- La présentation des références doit suivre les conventions bibliographiques. Il est recommandé d'utiliser les modèles {{Ouvrage}}, {{Chapitre}}, {{Article}}, {{Lien web}} et/ou {{Bibliographie}}. Le mode d'édition visuel peut mettre en forme automatiquement les références.
- Insérer une infobox (cadre d'informations à droite) n'est pas obligatoire pour parachever la mise en page.

Pour une aide détaillée, merci de consulter Aide:Wikification.
Si vous pensez que ces points ont été résolus, vous pouvez retirer ce bandeau et améliorer la mise en forme d'un autre article.
Forestella (coréen : 포레스텔라) est un quatuor vocal masculin sud-coréen, pratiquant le crossover classique, formé dans le cadre du concours de chant de la chaîne JTBC Phantom Singer 2, diffusé en 2017. Ils ont remporté la première place de l'émission et ont officiellement fait leurs débuts le 14 mars 2018, avec l'album Evolution. Depuis leurs débuts, ils ont sorti deux autres albums studio et ont gagné la reconnaissance du public pour leurs performances lors de l'émission télévisée Immortal Songs : Singing the Legend, de festivals et d'autres concerts télévisés.

## Histoire

### Création
Le quatuor s'est formé au cours de la deuxième saison du concours de chant Phantom Singer. Bae Doo-hoon, Kang Hyung-ho, Cho Min-gyu et Ko Woo-rim ont chacun auditionné séparément pour la compétition. Ils faisaient partie des douze finalistes restants dans la compétition et se sont regroupés en un quatuor avant la finale, se nommant Forestella, qui est un mixte de « forest » (anglais: Forêt) et « stella » (italien : étoile). En tant que groupe gagnant, ils ont remporté une somme d'argent ainsi qu'un contrat exclusif d'un an avec Arts & Artists, qui gère certains des musiciens classiques les plus éminents du pays.
Doo-hoon est un acteur musical qui a étudié le théâtre à l'Université nationale des arts de Corée et a parfois chanté pour un groupe de fusion gugak-rock. Il est déjà apparu dans les émissions Hidden Singer et The Voice of Korea avant d'auditionner pour Phantom Singer. Min-gyu et Woo-rim sont les seuls chanteurs de formation classique du quatuor et sont d'anciens élèves du célèbre Collège de musique de l'Université nationale de Séoul. Min-gyu avait prévu de poursuivre des études supérieures en Allemagne et a été membre du Seoul Metropolitan Opera pendant plusieurs années. Woo-rim était  étudiant en troisième année de chant et avait déjà été finaliste ou demi-finaliste dans plusieurs concours de chant. Hyung-ho est le seul membre sans aucune formation en musique ou en arts de la scène, bien qu'il ait été le chanteur d'un groupe de rock amateur que lui et quelques amis avaient formé à l'université. Il était ingénieur chimiste et chercheur à Lotte et a pris un congé temporaire pour auditionner, démissionnant finalement après les débuts de Forestella.

### 2017:Phantom Singer 2
Pendant l'émission Phantom Singer 2, les membres se distinguent des autres concurrents pour leur volonté d'expérimenter d'autres genres et pour leurs sélections de chansons aventureuses, une réputation qui persiste à ce jour. Doo-hoon, Min-gyu et Woo-rim sont regroupés dans la même équipe lors de la première étape du quatuor et sont la première équipe à interpréter une chanson rock, Radioactive d'Imagine Dragons, dans son style d'origine plutôt que de la réarranger. Hyung-ho, malgré ses antécédents de chanteur dans un groupe de rock, démontre sa polyvalence en interprétant divers genres avec d'autres candidats. En tant que Forestella, ils ont surpris les téléspectateurs avec un arrangement tango - pop rock de Come Un Eterno Addio de Claudio Baglioni lors de la deuxième étape finale.

### 2018: Débuts
Forestella a fait ses débuts le 14 mars 2018 avec l'album complet Evolution, qui a été salué par la critique pour avoir mis en valeur les capacités vocales des membres et les réinterprétations de chansons d'un large éventail de genres. Ils ont donné une série de concerts à Séoul avant de se lancer dans une tournée nationale dans neuf villes. Après la fin de leur tournée, ils ont organisé une série de concerts communs avec Forte di Quattro, vainqueurs de la première saison de Phantom Singer. Au cours de la seconde moitié de l'année, ils ont acquis une plus grande reconnaissance publique grâce à leurs apparitions dans l'émission de chant de la chaîne KBS Immortal Songs: Singing the Legend, en particulier après avoir remporté l'épisode 374, leur première victoire dans l'émission.

### 2019-2020: Deuxième album et succès continu
Dans l'épisode 392 d'Immortal Songs, diffusé le 23 février 2019, le groupe a repris Bohemian Rhapsody et la vidéo de leur performance est devenue virale parmi les fans nationaux et internationaux, suscitant de nombreuses vidéos de réaction.
Ils ont attiré l'attention du groupe norvégien Secret Garden qui a collaboré avec eux pour enregistrer un remake en coréen de leur titre Beautiful. La chanson a été prépubliée en tant que single numérique par Secret Garden et est plus tard incluse dans les sorties sud-coréenne et japonaise de leur album Storyteller.
Le 22 mai 2019, Forestella a sorti son deuxième album Mystique, acclamé par la critique et le public. L'un des morceaux, Dear Moon (달하 노피곰 도다샤), sorti en tant que single numérique promotionnel deux semaines auparavant, est basé sur un poème de l'ère Baekje intitulé Jeongeupsa (정읍사). C'est l'un des albums les plus vendus dans les charts classiques nationaux, devenant certifié platine en décembre. Le groupe Forestella est devenu l'un des trois artistes classiques à avoir vendu un album dépassant la certification «or» cette année-là,.
En septembre 2019, les membres du groupe décident de continuer à travailler ensemble et renouvèlent leur contrat de groupe, tout en préparant des activités en solo. Min-gyu et Doo-hoon rejoignent d'autres agences pour leurs activités en solo. Doo-hoon retourne au théâtre musical tandis que Min-gyu et Hyung-ho ont tous les deux sorti des chansons en tant qu'artistes solo. Woo-rim a préféré poursuivre ses études, bien qu'il se soit produit lors de divers récitals et concerts classiques.
Le 9 avril 2020, Forestella sort un single numérique, un remake de la chanson Nella Fantasia, crossover entre style classique et plus traditionnel. Cela est suivi par un autre single numérique Together (함께라는 이유), qui tombe dans le genre pop, et un clip vidéo d'accompagnement. Together a été composé pour eux par l'auteur-compositeur et producteur Hwang Sung-je (ko), qui a composé ou arrangé pour des chanteurs notables et des groupes de K-pop tels que BoA, Shinhwa, Girls' Generation, Sung Si-kyung et Yoon Jong-shin, . En août, ils ont reçu le prix du Comité de la culture, des sports et du tourisme de l'Assemblée nationale au Newsis Hallyu Culture Daesang,. Ils ont ensuite sorti deux autres singles numériques : Words from the Wind (바람이 건네준 말) et Ties (연(緣)). Bien que les membres aient toujours été activement impliqués dans la production et l'arrangement de leurs sorties, Words from the Wind est le premier titre où ils sont officiellement crédités en tant que co-compositeurs.

### Depuis 2021: troisième album
À partir de janvier 2021, une édition "All Star" de 12 épisodes de Phantom Singer est diffusée et Forestella fait partie des équipes de retour en tant que gagnante de la deuxième saison. Ils publient ensuite leur troisième album complet The Forestella au format numérique le 19 avril, tandis que l'album physique sort deux semaines plus tard. Les quatre singles numériques sortis l'année précédente sont également inclus dans l'album. L'album comprend également un remake en coréen du tube de Serge Lama Je suis malade ; ils ont repris la chanson dans son français original cette année-là sur Phantom Singer All Star et ont reçu les éloges de Serge Lama lui-même.

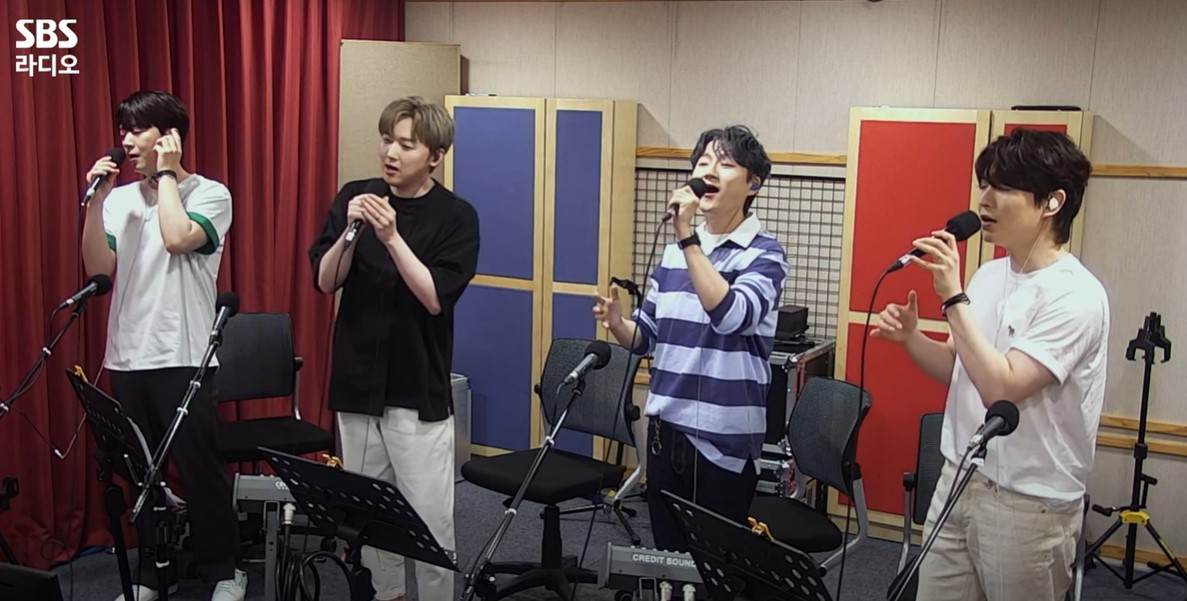
Le groupe en pleine promotion à SBS Radio (2022).

Selon les statistiques compilées par le Korea Performing Arts Box Office Information System (KOPIS), Forestella s'est classée au premier rang des ventes de billets dans la catégorie "classique et opéra" pour le premier semestre 2021. Malgré de multiples reports de certaines des dates de leurs tournées Nella Fantasia: Time Travel et The Forestella repoussées sur plusieurs mois en raison des restrictions liées au COVID-19, trois des concerts se sont classés dans le top 5 des concerts les plus vendus dans cette catégorie. Le 2 août, il a été annoncé que le groupe avait signé avec Beat Interactive après avoir résilié leur contrat avec leur ancien manager deux mois plus tôt, bien que les membres individuels restent sous leurs agences respectives pour leurs activités solo. Cependant, leur précédent manager reste chargé de la tournée The Forestella conformément à leur accord puisque cela a été prévu avant la résiliation du contrat.
Lors des Brand of the Year Awards 2021, qui ont eu lieu le 7 septembre, ils sont nommés Crossover Group of the Year.

## Membres
- Bae Doo-hoon (배두훈) - baryton [18]
- Kang Hyung-ho (강형호) - contreténor [18]
- Cho Min-gyu (조민규) - ténor [18]
- Ko Woo-rim (고우림) - basse [18]

## Talent artistique
Connu du public national pour ses apparitions lors de l'émission Immortal Songs et les concerts publics télévisés Open Concert (ko) de KBS, le groupe a démontré sa polyvalence en réinterprétant des chansons de divers genres allant du trot au gugak (musique traditionnelle coréenne) et en incorporant des techniques de chant rock, pop et classique dans leurs performances,. La diversité de leur répertoire est apparente à travers les artistes et les ensembles avec lesquels ils ont joué, qui incluent le ténor de crossover classique Paul Potts, les interprètes de gugak Song So-hee  et Ahn Sook-sun  ou encore le chanteur pop Jang Hye-jin. Les membres ont déclaré qu'ils n'avaient jamais ressenti le besoin de se limiter à un genre spécifique et préféraient expérimenter et s'inspirer de leurs préférences musicales individuelles variées,. Lorsqu'on leur a demandé pourquoi ils se sont aventurés dans le genre crossover classique, Min-gyu et Woo-rim ont tous deux exprimé leur mécontentement face au répertoire limité qui leur a été donné en tant que chanteurs formés dans la tradition de l'opéra classique occidental et espéraient défier le conservatisme encore répandu au sein de la communauté de la musique classique. Le quatuor a été salué par les commentateurs pour avoir brisé les barrières de la scène musicale nationale qui existaient entre les chanteurs de formation classique et d'autres genres,.
Forestella a d'abord établi des comparaisons avec Forte di Quattro, qui a remporté la première saison de Phantom Singer. Newsis a estimé que « si Forte di Quattro est masculin et luxueux, Forestella a une énergie vive qui ne sait pas où aller. Si Forte di Quattro ressemble à un gentleman, Forestella ressemble à une aventure pleine de rêves, d'espoirs et d'aventures » ,,. Cependant, contrairement à leurs prédécesseurs de l'émission Phantom Singer, le son de Forestella a été décrit comme « penchant vers la pop »,. Quel que soit le genre, leurs performances sont généralement caractérisées par des harmonies bien définies et par une gamme vocale inhabituellement large, couvrant les tessitures de contreténor à basse profonde,,.

## Discographie

### Albums studio
| Titre          | Détails de l'album    | Positions maximales dans les classements | Ventes |
| Titre          | Détails de l'album    | COR                                      | Ventes |
| -------------- | --------------------- | ---------------------------------------- | ------ |
| Evolution      | Sortie: 14 Mars 2018  | 13                                       | 7 024  |
| Mystique       | Sortie: 22 Mai 2019   | 14                                       | 7 562  |
| The Forestella | Sortie: 19 avril 2021 | 16                                       | 12 005 |

### Singles

#### En tant qu'artiste principal
| Titre | Année | Positions maximales dans les classements | Album                       |
| Titre | Année | COR                                      | Album                       |
| --- | ----- | ---------------------------------------- | --------------------------- |
| Chère Lune (달하 노피곰 도다샤)                                                                          | 2019  | —                                        | Mystique                    |
| Oiseau, oiseau, oiseau bleu (새야 새야 파랑새야)                                                         | 2019  | —                                        | Nokdu Flower OST (partie 1) |
| Ouverture de Nokdu Flower                                                                                | 2019  | —                                        | Nokdu Flower OST (partie 3) |
| Nella Fantasia (넬라 판타지아)                                                                           | 2020  | —                                        | The Forestella              |
| Ensemble (함께라는 이유)                                                                                 | 2020  | —                                        | The Forestella              |
| Paroles du vent (바람이 건네준 말)                                                                       | 2020  | —                                        | The Forestella              |
| Cravates (연)                                                                                            | 2020  | —                                        | The Forestella              |
| "-" indique les versions qui n'ont pas été répertoriées ou qui n'ont pas été publiées dans cette région. |       |                                          |                             |

#### En collaboration
| Titre                                                 | Année | Positions maximales dans les classements | Album                     |
| Titre                                                 | Année | COR                                      | Album                     |
| ----------------------------------------------------- | ----- | ---------------------------------------- | ------------------------- |
| L'impossibile Vivere with Forte di Quattro            | 2018  | —                                        | Single hors album         |
| Beautiful with Secret Garden                          | 2019  | —                                        | Conteur                   |
| Ttanttala Blues with Lunchsong Project (Kwon Tae-eun) | 2020  | —                                        | Aucun homme n'est une île |

#### Reprise lors d'émission télévisée
| Titre                                               | Année | Positions maximales dans les classements | Émission                           |
| Titre                                               | Année | COR                                      | Émission                           |
| --------------------------------------------------- | ----- | ---------------------------------------- | ---------------------------------- |
| Maldita Sea Mi Suerte (original de Marc Anthony)    | 2017  | —                                        | Phantom Singer 2 Épisode 9         |
| In Un'altra Vita (original de Claudio Baglioni)     | 2017  | —                                        | Phantom Singer 2 Épisode 9         |
| Come Un Eterno Addio (original de Claudio Baglioni) | 2017  | —                                        | Phantom Singer 2 Épisode 10        |
| Il Mirto E La Rosa (original d'Alessandro Safina )  | 2017  | —                                        | Phantom Singer 2 Épisode 10        |
| Time in a Bottle (original de Jim Croce )           | 2021  | —                                        | Phantom Singer All Star Épisode 2  |
| Je Suis Malade (original de Serge Lama )            | 2021  | —                                        | Phantom Singer All Star Épisode 3  |
| Escargot (달팽이) (original de Panic)               | 2021  | —                                        | Phantom Singer All Star Épisode 9  |
| Inner Universe (original par Origa )                | 2021  | —                                        | Phantom Singer All Star Épisode 11 |

### Télévision
| Année        | Titre                              | Réseau | Remarques |
| ------------ | ---------------------------------- | ------ | --------- |
| 2017         | Phantom Singer Saison 2            | JTBC   | Gagnant   |
| 2018-présent | Immortal Songs: Singing the Legend | KBS    | Récurrent |
| 2021         | Phantom Singer AllStarz            | JTBC   | —         |

## Concerts

### Concerts et tournées en solo
- Tournée Évolution (2018) [52]
- Concerts Forêt et Etoiles (2018) [53]
- Tournée Mystique (2019) [54]
- Concerts Forêt d'hiver (2019) [55]
- Tournée Nella Fantasia: voyage dans le temps (2020–21) [56],[57]
- Tournée The Forestella (2021) [58],[59]
- The Royal à Seoul (2021, 2022) [60],[61]

### Participation à des concerts et tournées collectives
- Tournée Phantom Singer 2  (2017-2018)

- Concerts Phantom vs Phantom (2018) (with Forte di Quattro) [62]
- Concerts Illuso : Autumn's Masterpieces (2019) (with Forte di Quattro, Miraclass and Ingihyunsang) [63]
- Concert Phantom of Classic  (2019) (with Forte di Quattro and Miraclass) [64]
- Concert Phantom Singer All Star Gala (2021) [65]